# Ахтер-де-Казерн
«АФАС-стадіон Ахтер де Казерн» (нід. «AFAS-stadion Achter de Kazerne») — футбольний стадіон у місті Мехелен, Бельгія, домашня арена ФК «Мехелен».
Стадіон побудований та відкритий 1911 року з місткістю 13 000 глядачів як «Ахтер де Казерн», що дослівно з нідерландської означає «За казармами». Назву арена отримала через розташовану поблизу військову базу. Перша капітальна реконструкція стадіону була здійснена у 1952 році. Тоді було знесено дерев'яні конструкції старих трибун, а на їх місці споруджено нові глядацькі трибуни потужністю 3 500 місць. У 1970 році було облаштовано роздягальні та адміністративні приміщення під трибунами. 1986 року було встановлено відеообладнання та інформаційне табло. Дерев'яні лави були замінені на окремі пластикові сидіння лише в 2014 році. Після того, як «Мехелен» у 2012 році став повноцінним власником стадіону, було розроблено план капітальної реконструкції арени. В ході реконструкції 2016 року було споруджено чотири нові трибуни місткістю 18 500 глядачів, накриті дахом. Нині стадіон носить назву «АФАС-стадіон Ахтер де Казерн», пов'язану з укладеним спонсорським контрактом з компанією «АФАС».
У 1988 році стадіон приймав матч Суперкубка Європи між «Мехеленом» та «ПСВ».

## Попередні назви
- 1911—2003 — «Ахтер де Казерн»;
- 2003—2006 — «Скарлетстадіон»;
- 2006—2009 — «Веоліастадіон Ахтер де Казерн»;
- 2009—2015 — «Агросстадіон Ахтер де Казерн»;
- з 2015 — «АФАС-стадіон Ахтер де Казерн».